# 3rd Special Service Brigade
Za druge 3. brigade glej 3. brigada.
3rd Special Service Brigade je bila britanska brigada specialnih sil druge svetovne vojne.

## Zgodovina
Brigada je bila ustanovljena leta 1943 za potrebe bojevanja na Daljnem vzhodu. Leta 1946 so ukinili Commandose Britanske kopenske vojske in takrat so brigado preimenovali v Brigado kraljevih marinskih komandosov.

## Sestava
1944 
- Štab
- No. 1 Commando
- No. 5 Commando
- No. 42 (Royal Marine) Commando
- No. 44 (Royal Marine) Commando